# Xiteje de la Reforma
Xiteje de la Reforma är en ort i Mexiko.   Den ligger i kommunen Tula de Allende och delstaten Hidalgo, i den sydöstra delen av landet, 90 km norr om huvudstaden Mexico City. Xiteje de la Reforma ligger 2 342 meter över havet och antalet invånare är 670.
Terrängen runt Xiteje de la Reforma är huvudsakligen kuperad, men söderut är den platt. Terrängen runt Xiteje de la Reforma sluttar österut. Runt Xiteje de la Reforma är det ganska tätbefolkat, med 179 invånare per kvadratkilometer. Närmaste större samhälle är Tula de Allende, 17,8 km sydost om Xiteje de la Reforma. I omgivningarna runt Xiteje de la Reforma växer huvudsakligen savannskog.